# Bulkeley Bandinel

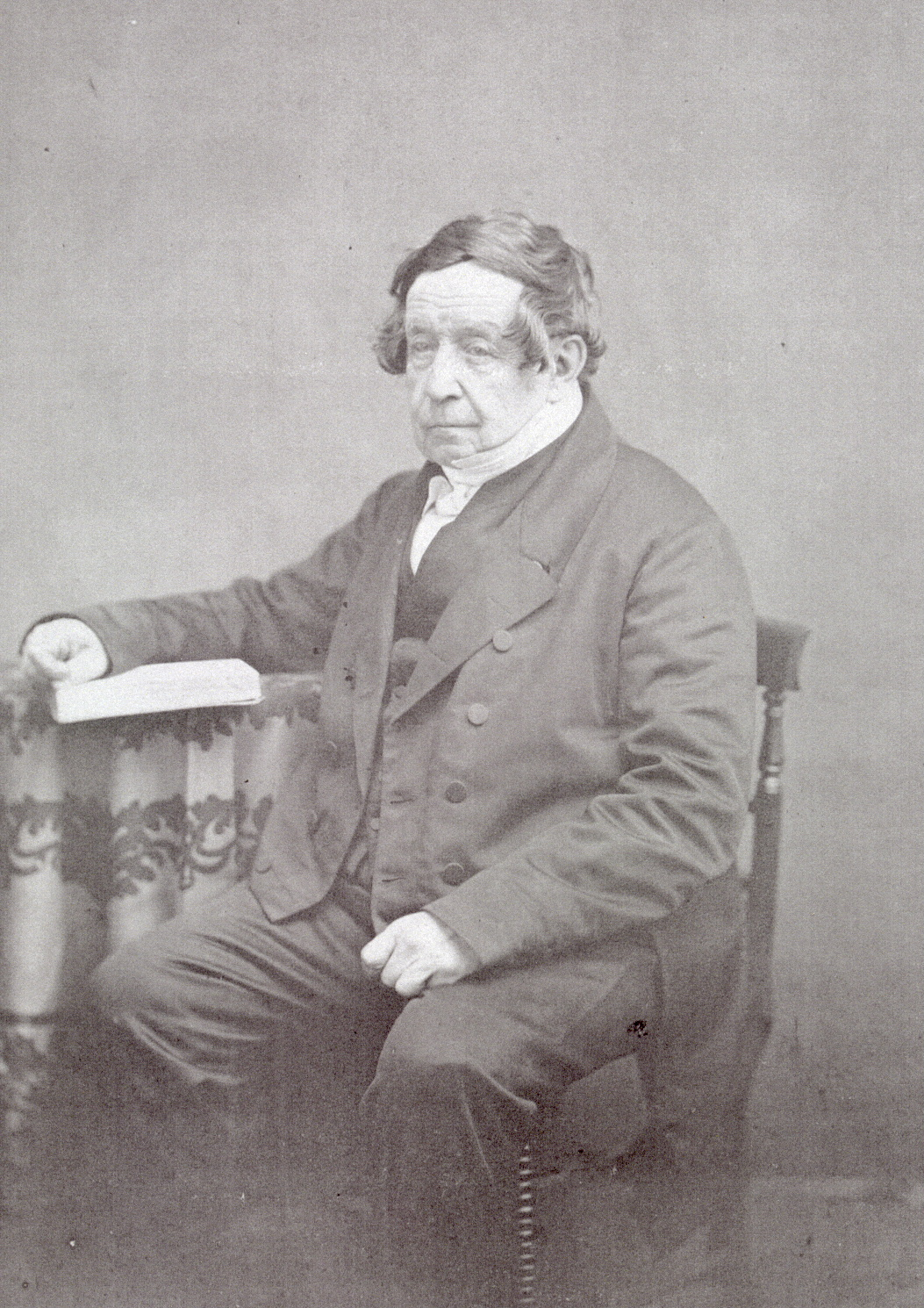
Bulkeley Bandinel

Bulkeley Bandinel (* 21. Februar 1781 in Oxford; † 6. Februar 1861 ebenda) war ein britischer Bibliothekar und von 1813 bis 1860 Bodley’s Librarian. Er stammte von italienischen Einwanderern ab, die sich im frühen 17. Jahrhundert in Jersey niedergelassen hatten.

## Leben
Bulkeley Bandinel war das dritte Kind von James Bandinel, einem Mitglied des Jesus College (Oxford), und dessen Frau Margaret. Der Taufpate des jungen Bulkeley war John Price, ebenfalls ein Mitglied des Jesus College und sein Vorgänger als Bodley’s Librarian.
Im Jahr 1815 vermählte sich Bandinel mit Mary Phillips, das Paar blieb kinderlos.

### Theologische Ausbildung und Tätigkeit
Bandinel erhielt seine Ausbildung am Winchester College, einem renommierten englischen Internat, und begann danach, am New College (Oxford) zu studieren. Sowohl die Schule als auch das College haben den Wahlspruch Manners Makyth Man (Das Benehmen macht den Mann).
Im Jahr 1805 erlangte Bandinel den Titel Bachelor of Arts und empfing die geistlichen Weihen. Nach seinem Abschluss als Master of Arts im Jahr 1807 diente Bandinel 1808 für ein Jahr als anglikanischer Kaplan bei der Royal Navy. Um diese Zeit erhielt Bandinel die Pfarre Haughton-le-Skerne und wurde Kurat von Wytham in Berkshire.

### Tätigkeit an der Bodleian Library
Auf Initiative seines Taufpaten wurde Bandinel 1810 zum Hilfsbibliothekar der Bodleian Library ernannt und erstellte in dieser Funktion den Katalog der Sammlung von Richard Gough (Antiquar). Als Price drei Jahre später verstarb, wurde Bandinel konkurrenzlos zum neuen Bodley’s Librarian gewählt. Binnen vier Monaten vergrößerte Bandinel den Mitarbeiterstab um mehrere Personen, verlängerte die Öffnungszeiten der Bibliothek und erhöhte die Gehälter der Angestellten.
Unter Bandinels Leitung entstand auch ein neuer Katalog für die Drucke der Bodleian Library, da der damals aktuelle Katalog bereits 31 Jahre alt war und einige fehlerhafte Angaben enthielt. Die Veröffentlichung des Katalogs ließ jedoch auf sich warten, da Lord Grenvilles Antrag auf finanzielle Förderung aus der Zivilliste abgelehnt worden waren. 1837 bat Bandinel selbst darum, neue Arbeitskräfte einstellen zu dürfen, und erhielt in der Folge drei zusätzliche Assistenten, mit deren Hilfe der Katalog fertiggestellt und 1843 veröffentlicht wurde.
Als 1814 der Copyright Act beschlossen wurde, in dessen Rahmen den sogenannten Copyright-Bibliotheken ein Pflichtexemplar jeder britischen Publikation zugestanden wurde, verlagerte Bandinel den budgetären Schwerpunkt der Bibliothek auf die Anschaffung von ausländischen und seltenen Büchern. In den folgenden Jahren vergrößerte Bandinel den Bestand an Inkunabeln, frühen Bibelausgaben, Dramen des 17. und 18. Jahrhunderts sowie Pamphleten aus den Jahren 1660 bis 1820. Zu Bandinels meist bewunderten Anschaffungen zählen die Sammlungen des Jesuiten Matteo Luigi Canonici, des veronesischen Patriziers Giovanni Saibante, des Sprachwissenschaftlers Gore Ouseley und des Rabbiners David Oppenheimer.
Gegen 1850 begann Bandinels Gesundheit nachzulassen, doch er weigerte sich vehement, den Ruhestand zu gehen. Schließlich gab Bandinel im Jahr 1855 seine Pfarrer- und Kuratenstelle auf, konnte aber erst im September 1860 zum Rücktritt als Bodley’s Librarian bewegt werden. Fünf Monate später starb Bandinel am 6. Februar 1861 an zwei kurz aufeinanderfolgenden Krankheiten.